# 钤东街道
钤东街道是中华人民共和国江西省新余市分宜县下辖的一个街道办事处。

## 行政区划
钤东街道下辖以下村级行政区划单位：
泗水路社区、天工社区、矿建社区、松湖社区、二处社区、李家巷社区和下坊村。